# Sabor
Sabor (kroatisch für Versammlung, Parlament, Konzil) ist die Bezeichnung für das Parlament der Republik Kroatien mit Sitz in Zagreb. Es ist das zentrale Verfassungsorgan im politischen System Kroatiens. In Kroatien gilt das Einkammersystem. Die Legislaturperiode des Sabor dauert vier Jahre. Seit dem 14. Oktober 2016 tagt der Sabor in seiner neunten Zusammensetzung seit Gründung der Republik Kroatien.
Zur Zeit der Habsburgermonarchie war Sabor auch die Bezeichnung der Ständeversammlung von Kroatien-Slawonien (bis 1848), des eingeschränkt repräsentativen Landtages (bis 1918) sowie der Provinziallandtage im österreichischen Kronland Dalmatien, in Istrien (ab 1861) und in Bosnien und Herzegowina (ab 1910).
In lateinischen Dokumenten wird der Sabor als plenum sborum, sborum sive parlamentum bezeichnet; am häufigsten ist in lateinischen Dokumenten die Übersetzung congregatio zu finden.

## Wahlrecht
Der Sabor hat nach der kroatischen Verfassung zwischen 100 und 160 auf vier Jahre gewählte Abgeordnete. Die Zahl seiner Parlamentsmitglieder richtet sich zur möglichst genauen Abbildung des Wählerwillens nach der Bevölkerungsgröße und dem Proporz. Derzeit hat das kroatische Parlament 151 Abgeordnete.
Insgesamt gibt es 12 Wahlkreise für die Wahl des kroatischen Parlaments. Gesetzlich ist Kroatien in 10 Wahlbezirke eingeteilt, in denen nach Proporzsystem je 14 Abgeordnete gewählt wurden. Es gibt eine Fünf-Prozent-Hürde innerhalb der Wahlbezirke. Darüber hinaus gibt es zwei separate Wahlkreise:
Wahlkreis XI: Auch für kroatische Staatsbürger ohne dauerhaften Wohnsitz in Kroatien sind Parlamentssitze vorgesehen, deren genaue Zahl von der Wahlbeteiligung in der kroatischen Diaspora abhängt (maximal 14, meist 4–6). Dieser Wahlbezirk umfasst nicht nur Emigranten, sondern vor allem auch viele Kroaten in Bosnien und Herzegowina.
Wahlkreis XII: 8 Sitze sind für Vertreter der nationalen Minderheiten reserviert. Angehörige der Minderheiten können entweder eine der Mehrheitsparteien wählen oder alternativ dazu auf der jeweiligen Liste einen Vertreter ihrer Minderheit. Die in Personenwahl ermittelten Sitze sind folgendermaßen verteilt: 3 Sitze für Serben sowie jeweils 1 Sitz für Italiener, für Ungarn, für Tschechen und Slowaken, für Slowenen, Bosniaken, Montenegriner, Mazedonier und Albaner sowie für sonstige Minderheiten (Deutsche, Ukrainer und Ruthenen, Rumänen, Russen, Türken, Juden, Roma, Polen …).

## Befugnisse
Das kroatische Parlament beschließt über die Verfassung und ist alleiniger Gesetzgeber, hat das Budgetrecht, schreibt im Einklang mit den Gesetzen Wahlen aus, kann die Abhaltung von Volksabstimmungen veranlassen und Amnestien erlassen.

## Geschichte

### Mittelalter bis 1848
Die Anfänge der kroatischen Ständeversammlung, aus der der heutige Sabor hervorgegangen ist, liegen im Mittelalter. Obwohl Kroatien 1102 in Personalunion Teil der ungarischen Stephanskrone geworden war, fanden häufig separate Versammlungen des kroatischen Adels statt. Außer diesem war im Sabor auch die Kirche vertreten. Jeder ungarische König ließ kurz nach seinem Regierungsantritt einen Sabor einberufen, auf dem ihm die kroatischen Stände huldigten.

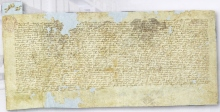
Beschlüsse des Sabors für Slawonien aus dem Jahr 1273

Als Ständeversammlung unter ungarischer Krone ist der Sabor erstmals 1273 für Slawonien und 1351 für Kroatien-Dalmatien in den Quellen belegt.
1527 wählte der kroatische Landtag von Cetin den Habsburger Ferdinand I. unabhängig von den Ungarn zum König von Kroatien. Das wurde schriftlich in der Charta von Cetingrad bestätigt.

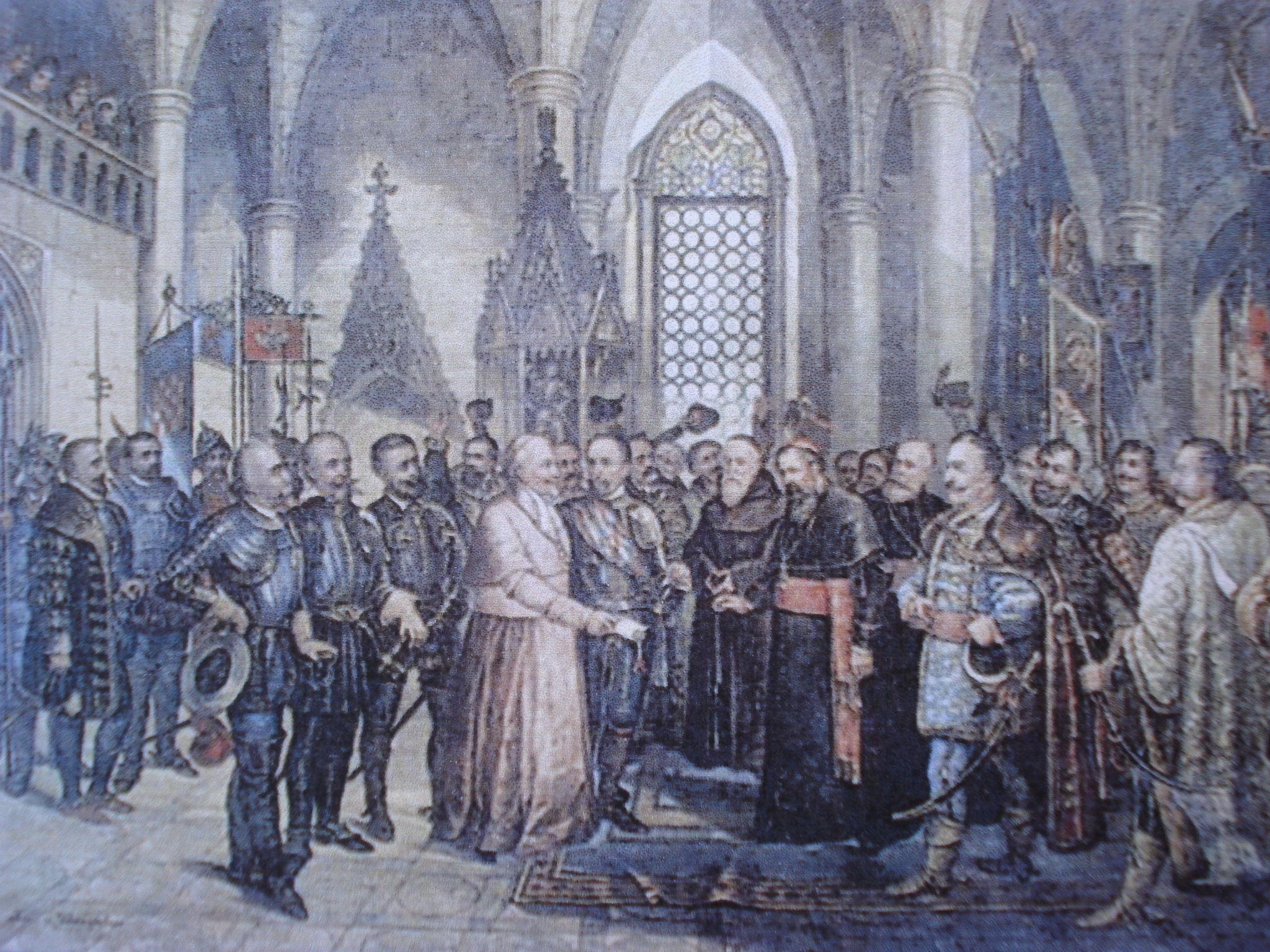
Sitzung des kroatischen Parlaments 1527, bei der Ferdinand I. zum König Kroatiens gewählt wurde (Dragutin Weingärtner)

Durch die kroatischen Gebietsverluste im 15. und 16. Jahrhundert (Dalmatien an Venedig, andere Gebiete an die Osmanen) wurde das Gebiet, aus dem der Adel zum Landtag kam, immer kleiner. Hinzu kam, dass der Adel Slawoniens sich nach 1526 von Kroatien trennte und dem ungarischen Gegenkönig Johann Zápolya anschloss. Deshalb wurden dort bis zur osmanischen Eroberung eigene Landtage abgehalten. Nach der Rückeroberung Slawoniens durch die österreichischen Armeen 1699 wurde Slawonien in Gespanschaften organisiert, die zunächst nur im ungarischen, nicht aber im kroatischen Landtag vertreten waren. Später erhielten sie auch eine Vertretung im kroatischen Landtag, ohne jedoch die direkte Vertretung im ungarischen zu verlieren, so dass ihr Status zwischen Ungarn und Kroatien umstritten blieb. Auch die österreichische Militärgrenze war dem Zugriff der adligen kroatischen Landesversammlung entzogen. Der kroatische Landtag entsandte nach alter Tradition einige stimmberechtigte Gesandte zum ungarischen Reichstag.
Außer weltlichen gab es in Kroatien auch kirchliche Versammlungen. Einige davon hatten auch politischen Bedeutung, weil Gebiete bestimmt wurden, die unter die Jurisdiktion der kirchlichen Macht fielen. Andere Gründe waren unter anderem die Größe der kirchlichen Besitzungen oder die Festlegung der offizielle Sprache des Gottesdienstes.

### 1848 bis 1918

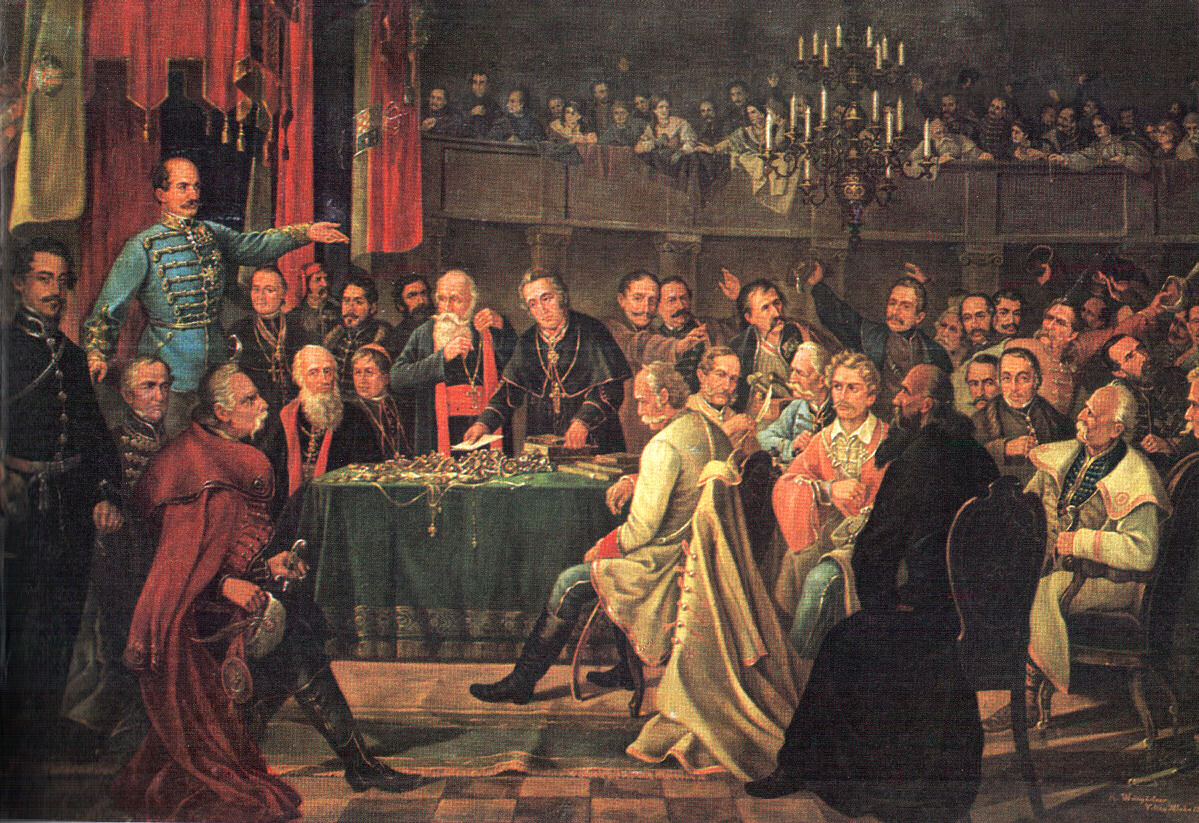
Sitzung des kroatischen Parlaments, 1848 (Dragutin Weingärtner)

1848 spielte der kroatische Sabor eine wichtige Rolle in der Revolution. Vorübergehend konnten sich Land und Parlament von der ungarischen Hegemonie lösen. Der Sabor lehnte die  Zwangsmagyarisierung Kroatiens ab und erteilte Ban Josip Jelačić die Vollmacht, entsprechend zu handeln. Die Ständeversammlung wurde schrittweise in ein modernes Wahlparlament umgewandelt, wobei bis zum Ende der Österreichisch-Ungarischen Monarchie de facto kein demokratisches Wahlgesetz galt. Ab 1849 war der Sabor wieder für Slawonien, ab 1881 auch für die Gebiete der aufgelösten Militärgrenze zuständig.

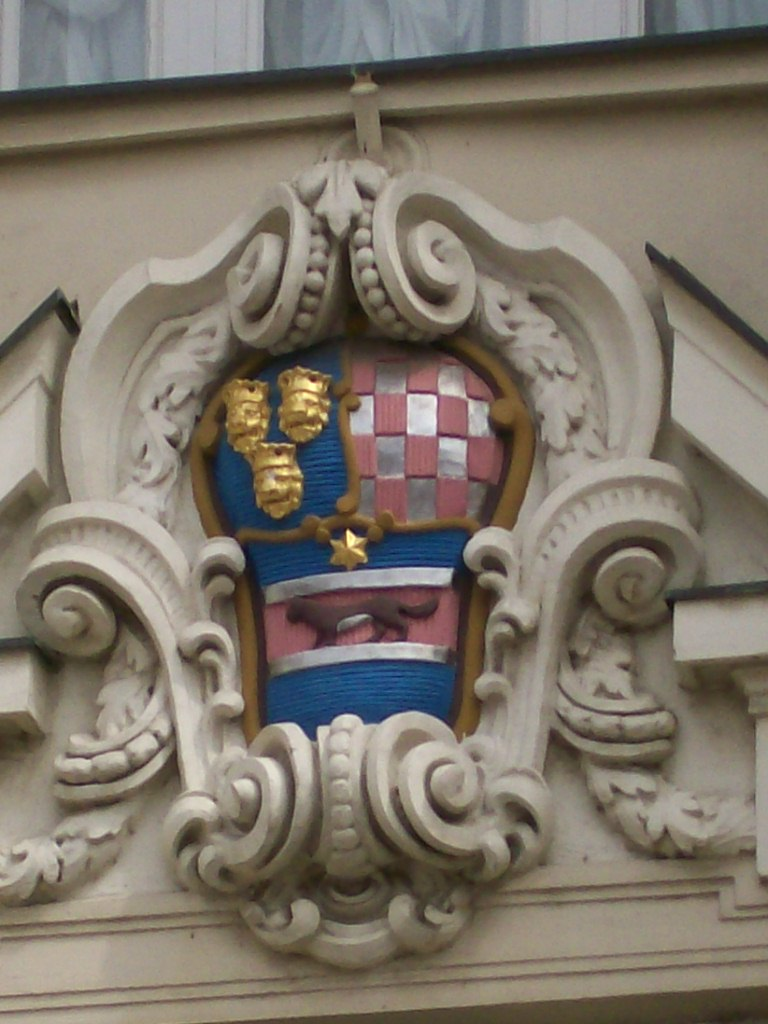
Wappen des Königreichs Kroatien, Slawonien und Dalmatien an der Fassade des kroatischen Parlaments

Durch den österreichisch-ungarischen Ausgleich (1867) und den ergänzenden ungarisch-kroatischen Ausgleich (1868) waren die Kompetenzen des kroatischen Parlaments allerdings sehr eingeschränkt. Die Wahlen von 1868 bis zum Ende der österreichisch-ungarischen Monarchie wurden nach einem äußerst restriktiven Zensuswahlrecht abgehalten, das die Mehrheit der Bevölkerung von der Wahl ausschloss. Zudem fanden die Wahlen offen statt, die Wähler waren massiven Wahlbeeinflussungen durch die staatlichen Verwaltungsbehörden ausgesetzt. Der Banus als Oberhaupt der Exekutive in Kroatien-Slawonien war in erster Linie der Krone und der ungarischen Regierung, nicht jedoch gegenüber dem Sabor verantwortlich.
Dalmatien, das zur österreichischen Reichshälfte gehörte, hatte von 1861 bis 1918 seinen eigenen, den Dalmatinischen Landtag.

### Erstes Jugoslawien (1918 bis 1945)
Von 1919 bis 1945 existierte kein kroatisches Parlament.

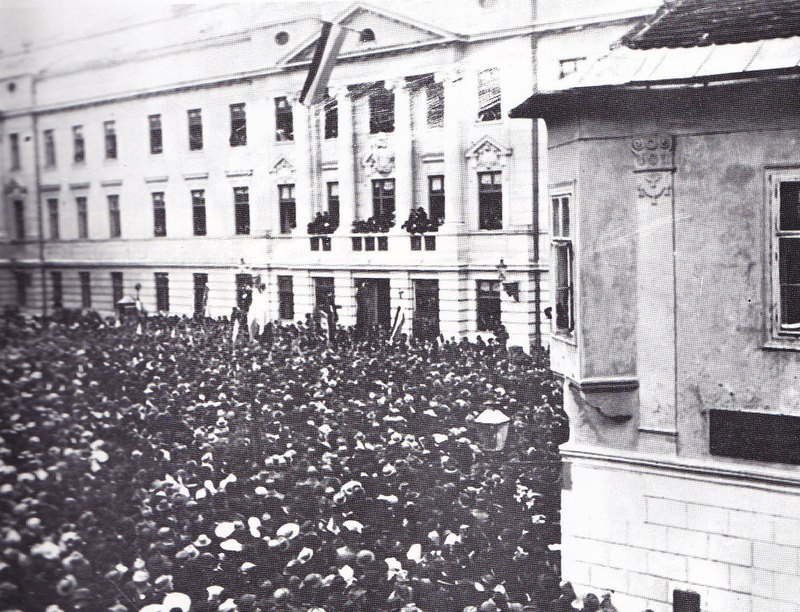
Proklamation des Königreichs der Serben, Kroaten und Slowenen vor dem Gebäude des Sabor (1918)

Im Herbst 1918 beschloss der letzte nach altem Recht gewählte Sabor, seine Befugnisse dem Nationalrat der Slowenen, Kroaten und Serben der Habsburgermonarchie zu übertragen, der wiederum den Zusammenschluss mit Serbien zum Königreich der Serben, Kroaten und Slowenen beschloss, dem späteren Jugoslawien.
Infolgedessen wurde die Wiedereinberufung eines vom gesamtjugoslawischen Parlament getrennten kroatischen Sabor eine zentrale Forderung der kroatischen Oppositionsparteien. So forderte die Kroatische Bauernpartei unter Stjepan Radić im Frühjahr 1919 vergeblich, dass – analog zur Ratifizierung der staatlichen Vereinigung durch das serbische Parlament – auch der Sabor noch einmal einberufen werden müsse, um über die Ratifizierung der Vereinigung zu beraten. Die in den Wahlen zur Verfassunggebenden Versammlung des Königreichs der Serben, Kroaten und Slowenen gewählten Abgeordneten der Kroatischen Bauernpartei konstituierten sich aus Protest gegen die eingeschränkten Kompetenzen der Verfassunggebenden Versammlung und die Nichtanerkennung eines separaten Selbstbestimmungsrechts für Kroatien als separates kroatisches Parlament und erarbeiteten eine Verfassung einer Bauernrepublik Kroatien, die angesichts der realen Machtverhältnisse freilich bloßes Papier blieb.
In dem Abkommen zwischen dem jugoslawischen Ministerpräsidenten Dragiša Cvetković und dem Vorsitzenden der Kroatischen Bauernpartei, Vladko Maček, von 1939, durch das eine autonome Banschaft Kroatien (kroat. Banovina Hrvatska) innerhalb Jugoslawiens geschaffen wurde, war parallel zur Neuwahl des jugoslawischen Parlaments auch die Wahl eines kroatischen Sabor vorgesehen. Nach dem deutschen Überfall auf Jugoslawien 1941 kam es dazu jedoch nicht mehr.
Die Ustascha, die 1941 unter deutsch-italienischer Besatzung den Unabhängigen Staat Kroatien (NDH) errichteten, versuchten 1942 ihre Herrschaft durch die Einberufung eines Sabor aus ehemaligen Sabor-Mitgliedern von 1918, kroatischen Mitgliedern des jugoslawischen Parlamentes und anderen, von ihnen eigenmächtig ausgewählten Personen zu legitimieren (diesem Sabor gehörten mit Branimir Altgayer und Ferdinand Gasteiger auch zwei Vertreter der deutschen Minderheit an). Dieser Sabor wurde jedoch bald darauf suspendiert und nicht wieder einberufen, da in dem nach dem Führerprinzip organisierten Unabhängigen Staat Kroatien ein Parlament keine Funktion hatte.

### Zweites Jugoslawien (ab 1945)
In der Sozialistischen Föderativen Republik Jugoslawien von 1945 bis 1990 war der Sabor das Parlament der Volksrepublik Kroatien bzw. Sozialistischen Republik Kroatien, in dem die Vertretung unterschiedlicher gesellschaftlicher Gruppen formal institutionell verankert war, zu dem jedoch keine Wahlen stattfanden (Einparteiensystem).

### Republik Kroatien (seit 1990)

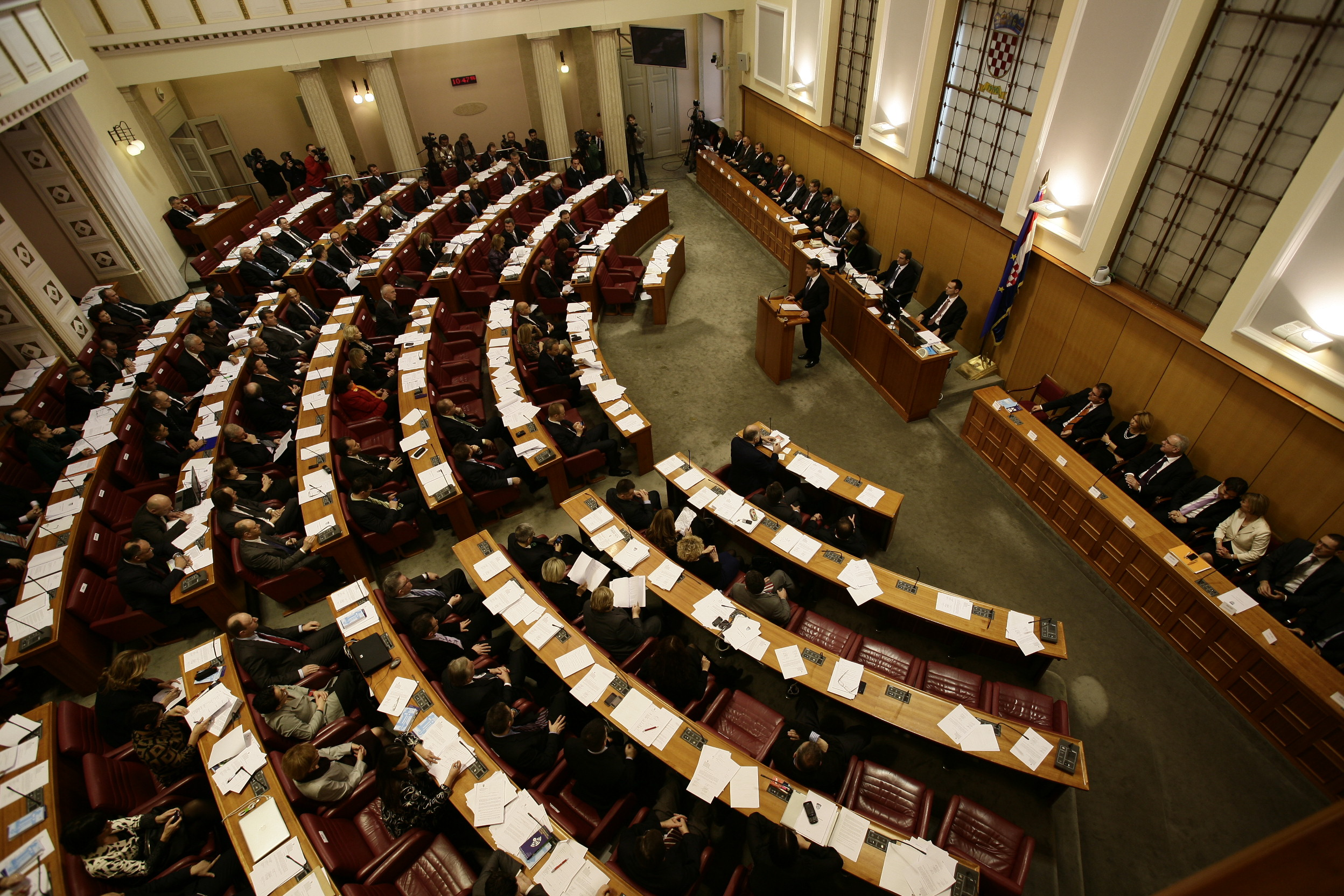
Blick in den Sitzungssaal des Sabor (2011).

Die Reformbewegung, die zum Auseinanderbrechen Jugoslawiens und den Jugoslawienkriegen führen sollte, wertete die Bedeutung der regionalen Parlamente auf. Das kroatische Parlament wurde institutionell neu aufgestellt. Es bestand aus drei Kammern:
- dem Gesellschaftlich-Politischen Rat (erste Kammer, wurde in freien und gleichen Wahlen bestimmt)
- dem Rat der Gemeinden
- dem Rat der vereinigten Arbeit

Im April/März 1990 wurden die ersten demokratischen Wahlen in der Teilrepublik Kroatien abgehalten. Die HDZ erzielte die absolute Mehrheit der Mandate. Der neu gewählte Sabor verabschiedete Ende 1990 die neue Verfassung der Republik Kroatien und erklärte 1991 die Unabhängigkeit Kroatiens.
In der Verfassung von 1990 war ein Zweikammersystem verankert. Das Abgeordnetenhaus (Zastupnički dom) war die allgemeine gesetzgebende Kammer. Das Haus der Gespanschaften (Županijski dom) sollte die Gebietskörperschaften vertreten und hatte überwiegend beratende Funktion. Seine schärfste Waffe, ein Vetorecht gegen die erste Kammer, wurde nur ein einziges Mal eingesetzt.
1997, 2000 und 2001 kam es zu Verfassungsänderungen. 2001 wurde die zweite Kammer abgeschafft, seitdem ist der Sabor ein Einkammerparlament.